# ZFS
ZFS är ett filsystem utvecklat av Sun Microsystems för operativsystemet Solaris. ZFS är släppt under en öppen källkodslicens.
Filsystemet designades främst med fokus på dataintegritet, det vill säga för att skydda information på lagringsminnen mot bitröta, spökskrivningar (engelska phantom writes) och liknande. Sådana problem kan bland annat manifestera sig genom att data på hårddiskar spontant börjar ändras och bli felaktiga, utan en användares eller operativsystemets inverkan, eller som ett resultat av mekaniska eller yttre faktorer som till exempel kosmisk strålning eller strömspikar. Forskning visar att vanliga filsystem såsom HFS+, JFS, NTFS, ReiserFS, XFS med flera inte ger ett fullgott skydd mot sådana fel. Annan forskning visar att inte heller hårdvaru-RAID ger ett fullgott skydd. Däremot visar initial forskning att ZFS verkar ge ett mycket bra skydd mot bitröta och annan datakorruption.